# Йоган фон Посільге
Йоган фон Посільге (нім. Johann von Posilge, бл. 1340, Posilge — 1405) — німецький хроніст. Автор твору «Chronik des Landes Preussen» («Хроніка землі Прусської»), де описано історію Тевтонського ордену, починаючи з 1360 року.
Про Йогана відомо, що він був спочатку приходським священиком, потім помічником єпископа Помезанії (історична область Пруссії, центром якої був Марієнбург, він же Мальборк). Дослідники припускають, що Йоган навчався у Празькому університеті. «Хроніка землі Прусської» закінчується 1419 роком, тоді як офіційною датою смерті Йогана фон Посільге є 1405 рік. Очевидно, що хроніку було кимось дописано.
Хроніка Посільге є одним із джерел до історії Великого князівства Литовського. Так, у хроніці міститься інформація про участь тевтонців на чолі з Марквардом фон Зальцбахом у битві на Ворсклі.